# Ніколає-Белческу (Флеминзь, Ботошань)
Ніколає-Белческу (рум. Nicolae Bălcescu) — село у повіті Ботошані в Румунії. Адміністративно підпорядковане місту Флеминзь.
Село розташоване на відстані 353 км на північ від Бухареста, 26 км на південний схід від Ботошань, 69 км на північний захід від Ясс.

## Населення
За даними перепису населення 2002 року у селі проживали 3995 осіб.
Національний склад населення села:
| Національність | Кількість осіб | Відсоток |
| -------------- | -------------- | -------- |
| румуни         | 3899           | 97,6%    |
| цигани         | 95             | 2,4%     |

Рідною мовою назвали:
| Мова      | Кількість осіб | Відсоток |
| --------- | -------------- | -------- |
| румунська | 3967           | 99,3%    |
| циганська | 27             | 0,7%     |